# Carl Mathies (Versicherungsmanager)

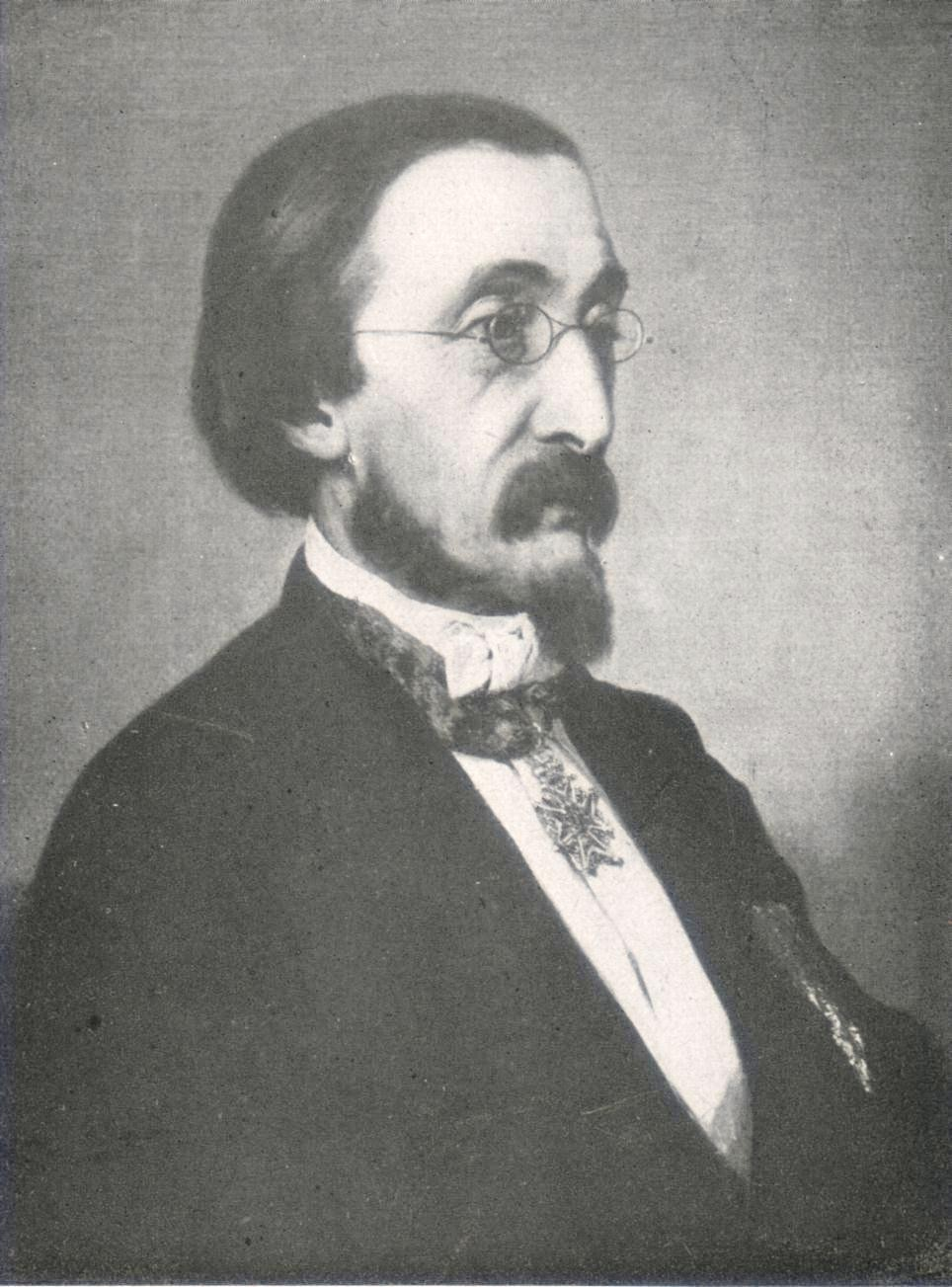
Mathies nach 1854, er trägt den portugiesischen Christusorden, SW-Reproduktion eines Farbgemäldes im Deutschen Versicherungsmuseum

Carl Friedrich Ludwig Mathies (* 13. September 1820 in Visselhövede; † 13. März 1895 in Gotha) war ein deutscher Versicherungsmanager.

## Leben
Carl Mathies wurde als Sohn der Eheleute Friedrich August (1790–1870) und Anna Maria Sophia Pape (1795–1865) geboren. Sein Vater Friedrich war Kaufmann und Steuereinnehmer. Mit 15 Jahren begann Carl Mathies eine dreijährige Lehre als Kaufmann in Stade und arbeitete im Anschluss daran bis 1842 als Kommis in Harburg. Von 1842 bis 1847 betrieb Mathies in Harburg ein Speditionsgeschäft, trat dann aus diesem aus, um eine Anstellung bei der Königlich Hannoverschen Eisenbahn in Hannover als Güterexpedient anzutreten. Sieben Jahre später, 1854, wurde er Eisenbahn-Güterverwalter, verließ aber bereits ein Jahr später die Eisenbahngesellschaft.
Im Jahre 1856 wurde er Generalagent der Gothaer Feuerversicherungsbank für Deutschland in Hannover. Nebenher begründete Mathies eine Speditions- und Kommissionsfirma. Im Jahre 1863, 43-jährig, begann seine Karriere bei der Versicherungsbank, indem er als Buchhalter zum Mitglied der Verwaltung der Versicherungsbank gewählt wurde. Dieser Posten benannte sich ab 1882 "Direktor". Zur Ausübung dieser Tätigkeit zog er 1882 an den Sitz seines Arbeitgebers nach Gotha. Das Gothaer Adressbuch von 1890/91 weist eine Wohnadresse "Auguststraße 2" aus (jetzt Huttenstraße, das heutige "Ärztehaus am Mohren", früher "Knevelshaus") aus. Sitz der Feuerversicherungsbank war damals im Hause Bismarckstraße 12 (jetzt Bahnhofstraße), bevor das Haus gegenüber, Haus-Nr. 5a im Jahre 1874 als neuer Dienstsitz fertiggestellt war. 1887 zum Generaldirektor ernannt, schied er 1888, 68-jährig, aus. Er war Mitglied der Gothaer Freimaurerloge Ernst zum Compaß und zeitweise deren Meister vom Stuhl.

## Privates
Carl Mathies heiratete am 24. April 1848 in Harburg Louise Juliane Berkefeld (1825–1902), die Tochter des Stadtkämmerers und Stadtgerichtsprokurators Johann Georg Heinrich und seiner Ehefrau Bernhardine Wilhelmine Magdalene Deyke. Das Ehepaar hatte folgende Kinder:
- Carl Georg Ludwig Mathies (1849–1906)
- Helene Anna Wilhelmine (* 31. August 1850; † vor 1935[1])
- Cuno Georg Victor (* 23. November 1851 in Hannover; † 22. Juni 1927 in San Sebastian, El Salvador)[1]
- Ernst Georg Victor (* 28. September 1853 in Hannover; † 3. April 1854 ebenda)[1]

## Ämter und Ehrungen
- 1854: Portugiesischer Christusorden
- 1861 bis 1889 (mit Unterbrechung 1864): Kaiserlich brasilianischer Vizekonsul in Hannover, danach Konsul in Gotha
- 1866: Ritterkreuz II. und I. Klasse des hannoverschen Ernst-August-Ordens
- 1868 bis 1882: Direktionsmitglied der Thüringer Eisenbahngesellschaft
- 1881: Ritterkreuz I. Klasse des ernestinischen Hausordens
- 1889: Brasilianischer Rosenorden
- 1889: Komturkreuz II. Klasse des ernestinischen Hausordens